# Алабота
Алабо́та (каз. Алабота) — село у складі Тайиншинського району Північноказахстанської області Казахстану. Входить до складу Тихоокеанського сільського округу, раніше було у складі ліквідованої Севастопольської сільської ради.
Населення — 37 осіб (2021; 176 у 2009, 322 у 1999, 392 у 1989).
Національний склад станом на 1989 рік:
- казахи — 65 %.